# ハビ・ムニョス
ハビエル・"ハビ"・ムニョス・ヒメネス（Javier "Javi"  Muñoz Jiménez、1995年2月28日 - ）は、スペイン・マドリード州パルラ出身のサッカー選手。UDラス・パルマス所属。ポジションはMF。

## クラブ経歴
マドリード州のパルラに生まれ、2006年に11歳でレアル・マドリードのカンテラに入団した。2014年9月、セグンダ・ディビシオンBのSDアモレビエタ戦にて、Bチーム初出場を飾り、2014年12月3日には、コパ・デル・レイのUEコルネジャ戦でハメス・ロドリゲスとの交代でトップチームデビューを果たした。
2017年7月19日、セグンダ・ディビシオンに昇格してきたロルカFCに1シーズンの契約でレンタル移籍をした。レンタルバック後、レアル・マドリードを退団してデポルティーボ・アラベスと3年契約を結んだ。契約後、すぐにセグンダのレアル・オビエドへとレンタルに出された。
アラベスに復帰し、2019-20シーズンはアラベスで選手登録された。2014年12月9日、FCバルセロナとの試合でラ・リーガ初出場を記録したが、この試合以降ラ・リーガで出番はなく、冬の移籍市場でCDテネリフェへとレンタル移籍をした。
2020年9月18日、2020-21シーズンはCDミランデスへと期限付き移籍をすることが発表された。翌年7月1日、SDエイバルと2年契約を結んだ。
2023年6月16日、プリメーラ・ディビシオンへの昇格が決定していたUDラス・パルマスへフリーで加入し、2年契約を結んだ。